# Giovanni Tavelli
Giovanni Tavelli (Tossignano, 1386 – Ferrara, 24 luglio 1446) è stato un vescovo cattolico italiano, venerato come beato dalla Chiesa cattolica. È ricordato nella storia dell'Ordine dei Gesuati poiché ne scrisse le costituzioni, dando inizio al processo che trasformò i gesuati da libera compagnia di laici in un ordine mendicante.

## Biografia
Nato da famiglia benestante, intraprese studi di filosofia e diritto, prima a Tossignano, poi all'università di Bologna. Nel 1408 abbandonò gli studi per entrare nell'ordine dei Gesuati.
Nel 1426 venne nominato priore del convento dell'Ordine a Ferrara. Nel 1428 fece costruire la chiesa di San Gerolamo, destinata al suo ordine.
Il 28 ottobre 1431 papa Eugenio IV lo nominò vescovo di Ferrara anche se non era ancora presbitero. Inizialmente rifiutò, ma accettò dopo le insistenze del pontefice. Fu ordinato sacerdote e vescovo il 27 dicembre dello stesso anno.
Visitò sei volte la sua diocesi, partecipò al Concilio di Basilea nel 1433 e al Concilio di Ferrara nel 1438.
Si prodigò per soccorrere i cittadini di Ferrara durante un'alluvione e durante la peste. Fu in queste circostanze che concepì la realizzazione di un ospedale in cui gli ammalati potessero trovare conforto. Nel 1443 fondò il primo nucleo dell'ospedale Sant'Anna, cui dedicò gli ultimi anni della sua vita e che divenne, con successivi cambiamenti di sede, il più importante ospedale dell'intera provincia di Ferrara.
Fu consigliere di personaggi di altissimo livello, fra cui il cardinale Niccolò Albergati e papa Eugenio IV.

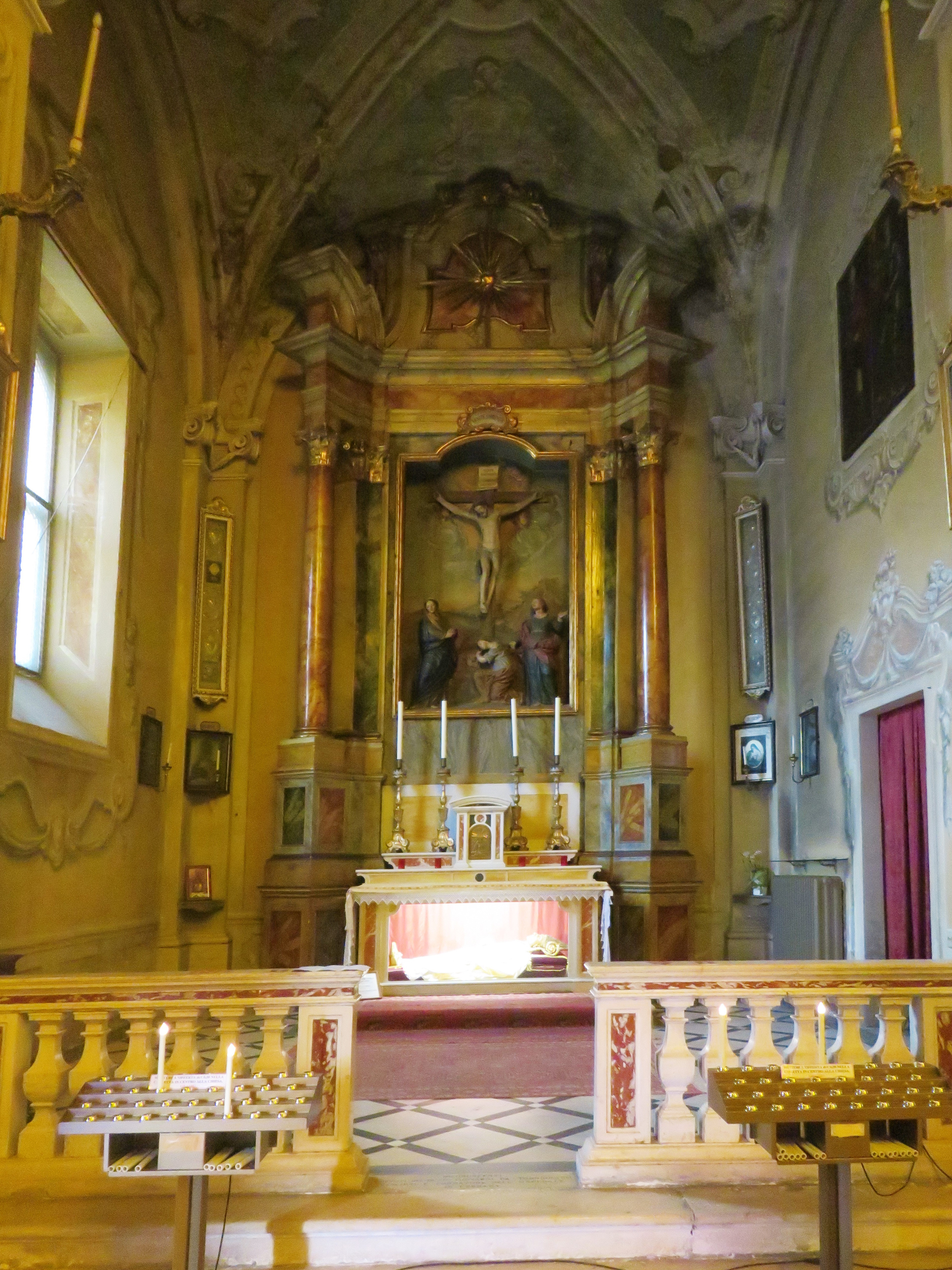
La cappella laterale della chiesa di San Girolamo a Ferrara che conserva le spoglie del beato Giovanni Tavelli

## Culto
Il culto incominciò subito dopo la sua morte e fu successivamente approvato da papa Clemente VIII (1592-1605). Il 19 agosto 1729 le sue spoglie furono trasferite nella Chiesa di San Girolamo, fatta edificare nel 1428 dallo stesso Tavelli quando era priore gesuato, e poste sotto l'altar maggiore. In seguito, nel 1947, queste furono collocate in un'urna sotto l'altare del Crocifisso, nella prima cappella a sinistra della chiesa, dove riposano tuttora.
Il 20 luglio 1748 papa Benedetto XIV consentì di dire messa in suo onore in tutta l'arcidiocesi di Ferrara; l'anno dopo estese la concessione anche al territorio di Tossignano.
Nell'agosto 1846, poco dopo la sua elezione, Pio IX, che era stato vescovo di Imola, consentì che la reliquia del metacarpo della mano destra del beato Tavelli, custodita nel vescovado di Ferrara, fosse donata alla chiesa tossignanese. Da allora è conservata nella chiesa arcipretale di San Michele Arcangelo a Tossignano.
Il 24 luglio 1995 si è concluso il processo diocesano di canonizzazione. Il 23 gennaio 2020 papa Francesco ha autorizzato la promulgazione del decreto relativo al riconoscimento delle virtù eroiche del beato Tavelli.
A Ferrara c’è anche una parrocchia, in un quartiere nuovo, dedicata al beato Tavelli.

## Nell'arte
Il Beato Giovanni Tavelli è raffigurato in un dipinto ad olio su tela di Tanzio da Varallo: Beato Giovanni Tavelli da Tossignano, oggi conservato nella pinacoteca di Varallo.

## Genealogia episcopale e successione apostolica
La genealogia episcopale è:
- Vescovo Matteo Boniperti, O.P.
- Vescovo Giovanni Tavelli, O.Jes.

La successione apostolica è:
- Vescovo Cristoforo Boscari (1438)